# Paul-Philippe Hohenzollern
Paul-Philippe Hohenzollern (Parigi, 13 agosto 1948), noto anche come Paolo di Romania o Paul Lambrino, è il figlio di Carol Lambrino e di Hélène Nagavitzine. Suo padre era il figlio maggiore di re Carlo II di Romania e della sua prima moglie Zizi Lambrino. Paul-Philippe sostiene di essere il capo legittimo della casa reale di Romania.

## Biografia

### Origini
Nel 1918, il principe ereditario della Romania, il futuro re Carlo II sposò Zizi Lambrino in Odessa. L'anno successivo il matrimonio religioso venne annullato dal Tribunale rumeno di Ilfov perché contravveniva alla Costituzione dato che la moglie reale che avrebbe dovuto essere una principessa straniera, era in realtà di origine rumena. La coppia ebbe un figlio, Carol Lambrino, il padre di Paul-Philippe. Nel 1921 il principe ereditario Carlo si risposò con la principessa Elena di Grecia che gli diede un figlio, Michele.

### Primi anni di vita e formazione
Paul-Philippe è nato a Parigi il 13 agosto 1948. Inizialmente ha frequentato una scuola gesuita. Quando aveva tredici anni suo padre ha sposato una donna americana e la famiglia si è trasferita a Londra per essere più vicini alle famiglie reali europee. Ha poi studiato alla Gordonstoun School con Carlo, principe del Galles per poi passare alla Millfield, dove ha conosciuto il principe tailandese Vajiralongkorn. Ha lavorato come mercante d'arte e sviluppatore di proprietà.

### Professione
Fin dal college Paul ha cominciato ad essere attratto dalla fotografia e ha ricevuto dal padre la prima macchina fotografica professionale Pentax. Per tre anni ha seguito diverse personalità della cultura, tra cui il direttore d'orchestra Daniel Baremboim. Ha abbandonato la carriera nella fotografia per impegnarsi nelle transazioni con oggetti d'arte. Tra il 1977 e il 1979 è stato socio della "Fregate Associates", azienda attiva tra l'Inghilterra e le Seychelles. A Londra ha fondato due società specializzate nell'importazione di oggetti decorativi provenienti dall'India, dai villaggi vicino a Jaipur. Nel 1979 si è recato in Perù per partecipare alla spedizione ambientalista di Felipe Benavides per il salvataggio della fauna selvatica nelle Ande. Nel 1985 si è trasferito a Madrid dove ha iniziato a fare ricerche per il libro "Carlo II" che ha pubblicato nel 1988. Il 10 gennaio 1990 è arrivato all'aeroporto Otopeni di Bucarest con un volo umanitario e l'anno successivo ha istituito la "Fondazione Principe Paul per la Romania". Questa sostiene lo sviluppo di programmi per assistere i giovani talenti e la raccolta fondi per aiutare le istituzioni educative, ecclesiastiche e gli istituti per anziani.

### Vicenda giudiziaria
La rivendicazione di Paul-Philippe alla guida della Casa reale della Romania si basa sul fatto che il matrimonio del principe Carlo e Zizi Lambrino, tenutosi in una chiesa ortodossa di Odessa, non è mai stato annullato dalla Chiesa ortodossa, rendendo così nulli i matrimoni successivi di Carlo. Tuttavia egli afferma che accetta la forma repubblicana della Romania e che non vuole la restaurazione della monarchia. Paul-Philippe evidenzia la decisione di una corte portoghese del 2 aprile 1955 che ha stabilito che Carol Lambrino era il legittimo figlio primogenito di Carlo II e che gli ha permesso di portare il cognome di Hohenzollern al posto di Lambrino. Il 6 marzo 1957 la sentenza portoghese è stata riconosciuta in Francia da un exequatur del Tribunale della Grande Instance di Parigi. Questo ha permesso a Carol di ereditare le proprietà francesi del padre. Michele, il fratellastro minore, è andato in appello per contrastare questa sentenza. Tuttavia essa è stata confermata dalla Corte di Cassazione l'8 gennaio 1963. L'anno successivo la sentenza è stata riconosciuta nel Regno Unito. Quest'ultima ha concesso a Carol Lambrino un passaporto britannico con il titolo di "Principe di Hohenzollern, principe di Romania".
Nel 1991 ha presentato querela contro l'ex re Michele. Nell'ottobre del 1995 un tribunale rumeno ha stabilito che Carol Lambrino era il primo figlio legittimo di re Carlo II. Ancora una volta Michele ha fatto ricorso a questa sentenza ma ha perso la causa in una corte superiore d'appello nel 1999. Nel marzo del 2002 la Corte Suprema della Romania ha annullato il processo e nel luglio dello stesso anno un tribunale minore si è espresso ancora una volta a favore di Carol Lambrino. Michele ha presentato un nuovo appello che ha perso nuovamente nel gennaio 2003. 
Il caso ha raggiunto la sua conclusione nel febbraio del 2012, quando l'Alta Corte di Cassazione e Giustizia ha esteso alla Romania la decisione della corte di Lisbona che riconosce Carol Lambrino come primo figlio di Carlo II. La sentenza ha implicazioni poco chiare sia per quanto riguarda la corona che i beni della successione. Paul-Philippe ha salutato la decisione "con entusiasmo e responsabilità", promettendo "molte prove" per risolvere i problemi di successione e promettendo di donare la sua parte del castello di Peleș al governo rumeno. L'ufficio di re Michele ha rilasciato una dichiarazione in cui si affermava che la decisione non crea diritti dinastici, che solo lui può determinare l'appartenenza alla Casa reale e che nessun re rumeno ha mai riconosciuto o concesso un titolo a Carol Lambrino o ai suoi discendenti, condizione di primaria importanza per entrare nella linea di successione.

### Vita politica in Romania
Nelle elezioni presidenziali del 2000 si è candidato come indipendente ed ha ottenuto lo 0,49 % dei consensi.
Nel 2005 ha affermato che re Michele tra il 1940 e il 1944 ha creato uno stato nazista, incoraggiando e approvando la deportazione e l'uccisione degli ebrei rumeni e che per questo avrebbe meritato la pena di morte. Sul Jerusalem Post lo storico Jean Ancel ha respinto le sue affermazioni e ha elogiato le azioni del re e di sua madre in guerra. La regina Elena per i suoi meriti è stata inserita tra i Giusti tra le nazioni.
Nel 2011, quando re Michele ha interrotto i legami con la Casa di Hohenzollern-Sigmaringen per formare la Casa di Romania a causa di dispute sulla successione, Paul-Philippe si è opposto, etichettando la mossa come "un gesto inspiegabile, che recide i legami storici e dinastici con la casa tedesca".
Nel dicembre del 2011, Hohenzollern è stato nominato "ambasciatore dell'amicizia rumeno-cinese" a Pechino.
Dopo il verdetto finale del 2012 re Michele lo ha invitato a un colloquio di riconciliazione.

## Vita privata
Paul-Philippe nel 1995 si è sposato con Lia Georgia Triff, cittadina americana di origine rumena e già divorziata dall'avvocato Melvin Belli. Il loro matrimonio ha avuto luogo nel monastero Casin alla presenza dei membri del Corpo diplomatico. Quindici anni più tardi, l'11 gennaio 2010, è nato a Bucarest Carlo Ferdinando, chiamato così in onore dei suoi antenati, i re di Romania Ferdinando e Carlo II.
Il bambino è stato battezzato nella religione ortodossa il 22 maggio 2010 avendo come padrini ufficiali il presidente Traian Băsescu e sua moglie Maria e come padrini onorari il principe Maurizio d'Assia, sua moglie la principessa Madeleine e la principessa Maria Gabriella di Savoia.

## Ascendenza
|                              |   |                       | Genitori                          |  |  | Nonni |  |  | Bisnonni                |  |  | Trisnonni                            |  |
|                              |   |                       |                                   |  |  |       |  |  | Ferdinando I di Romania |  |  | Leopoldo di Hohenzollern-Sigmaringen |  |
|                              |   |                       |                                   |  |  |       |  |  | Ferdinando I di Romania |  |  | Leopoldo di Hohenzollern-Sigmaringen |  |
|                              |   | Antonia di Portogallo |                                   |  |  |       |  |  | Ferdinando I di Romania |  |  |                                      |  |
| Carlo II di Romania          |   |                       |                                   |  |  |       |  |  | Ferdinando I di Romania |  |  |                                      |  |
|                              |   | Maria di Edimburgo    | Alfredo di Sassonia-Coburgo-Gotha |  |  |       |  |  |                         |  |  |                                      |  |
|                              |   | Maria di Edimburgo    | Alfredo di Sassonia-Coburgo-Gotha |  |  |       |  |  |                         |  |  |                                      |  |
|                              |   | Maria di Edimburgo    | Maria Aleksandrovna di Russia     |  |  |       |  |  |                         |  |  |                                      |  |
| Carol Lambrino               |   | Maria di Edimburgo    |                                   |  |  |       |  |  |                         |  |  |                                      |  |
|                              |   | Constantin Lambrino   | Ioan Lambrino                     |  |  |       |  |  |                         |  |  |                                      |  |
|                              |   | Constantin Lambrino   | Ioan Lambrino                     |  |  |       |  |  |                         |  |  |                                      |  |
|                              |   | Constantin Lambrino   | Catinca Krupenski                 |  |  |       |  |  |                         |  |  |                                      |  |
| Joanna "Zizi" Lambrino       |   | Constantin Lambrino   |                                   |  |  |       |  |  |                         |  |  |                                      |  |
|                              |   | Euphrosine Alcaz      | …                                 |  |  |       |  |  |                         |  |  |                                      |  |
|                              |   | Euphrosine Alcaz      | …                                 |  |  |       |  |  |                         |  |  |                                      |  |
|                              |   | Euphrosine Alcaz      | …                                 |  |  |       |  |  |                         |  |  |                                      |  |
| Paul-Philippe Hohenzollern   |   | Euphrosine Alcaz      |                                   |  |  |       |  |  |                         |  |  |                                      |  |
|                              | … | …                     |                                   |  |  |       |  |  |                         |  |  |                                      |  |
|                              | … | …                     |                                   |  |  |       |  |  |                         |  |  |                                      |  |
|                              | … | …                     |                                   |  |  |       |  |  |                         |  |  |                                      |  |
| Paul Nagavitzine             | … |                       |                                   |  |  |       |  |  |                         |  |  |                                      |  |
|                              |   | …                     | …                                 |  |  |       |  |  |                         |  |  |                                      |  |
|                              |   | …                     | …                                 |  |  |       |  |  |                         |  |  |                                      |  |
|                              |   | …                     | …                                 |  |  |       |  |  |                         |  |  |                                      |  |
| Helene Henriette Nagavitzine |   | …                     |                                   |  |  |       |  |  |                         |  |  |                                      |  |
|                              |   | …                     | …                                 |  |  |       |  |  |                         |  |  |                                      |  |
|                              |   | …                     | …                                 |  |  |       |  |  |                         |  |  |                                      |  |
|                              |   | …                     | …                                 |  |  |       |  |  |                         |  |  |                                      |  |
| Marguerite Brissot           |   | …                     |                                   |  |  |       |  |  |                         |  |  |                                      |  |
|                              |   | …                     | …                                 |  |  |       |  |  |                         |  |  |                                      |  |
|                              |   | …                     | …                                 |  |  |       |  |  |                         |  |  |                                      |  |
|                              |   | …                     | …                                 |  |  |       |  |  |                         |  |  |                                      |  |
|                              |   | …                     |                                   |  |  |       |  |  |                         |  |  |                                      |  |